# 99 Racing
Le 99 Racing est une écurie jordanienne de course automobile fondée en 2022 participant au championnat Asian Le Mans Series dans la catégorie LMP2. Pour sa première année d'existence, elle courait sous le pavillon britannique avant de passer sous le pavillon jordanien pour la saison 2023-̈2024

## Histoire
Le 2 décembre 2022, la liste des engagés du championnat Asian Le Mans Series 2023 est publiée. Sur cette même liste; il est noté l'apparition de l'écurie britannique 99 Racing qui de facto confirme la fondation de celle-ci. Pour sa première année en compétition, l'écurie est supportée techniquement par la structure britannique Hitech GP. Pour son début en compétition, l'écurie a recruté comme pilotes l’expérimenté pilote de Formule 1 Nikita Mazepin, le vice-champion du championnat Asian Le Mans Series 2021 Ben Barnicoat ainsi que le pilote espagnol Félix Porteiro qui n'avait pas concouru en sport automobile depuis 15 ans,. Finalement, sur la liste des engagés des 4 Heures de Dubaï, il est constaté que le pilote britannique Ben Barnicoat est remplacé par le pilote suisse Neel Jani. Les rebondissements ne se sont pas arrêté à ce dernier changement de pilote car le pilote espagnol Félix Porteiro a été reclassé par la FIA pour devenir un pilote avec un status bronze rendant ainsi inéligible l'équipage de la voiturée de l'écurie 99 Racing à concourir dans le championnat Asian Le Mans Series. C'est ainsi que, dans les jours précédents la première course, l'écurie a jeté son dévolu sur le pilote britannique Warren Hughes avant de changer une nouvelle fois pour une nouvelle problématique de classification pour recruter le pilote portugais Gonçalo Gomes (de). Après les deux premières courses du championnat, l'écurie a de nouveau chamboulé son équipage en remplaçant le pilote portugais Gonçalo Gomes (de) par le pilote omanais Ahmad Al Harthy. Malgré la jeunesse de l'écurie dans ce championnat et les différents déboires rencontrés avec les pilotes, le 99 Racing est monté à deux occasions sur le podium en finissant 2e lors de la seconde manches des 4 Heures d'Abou Dabi et 3e lors de la première manches des 4 Heures de Dubaï et a ainsi fini 4e du championnat avec 49 points.
Le 15 septembre 2023, la liste des engagés du championnat Asian Le Mans Series 2023-2024 est publiée et l'Oreca 07 de l'écurie 99 Racing y figure de nouveau. Par rapport à la saison précédente, la voiture arbore bien le n°99, roule sous pavillon jordanien et est suporté techniquement par la structure britannique TF Sport,. Pour cette nouvelle saison, l'écurie a maintenu sa confiance à l’expérimenté pilote de Formule 1 Nikita Mazepin et le pilote omanais Ahmad Al Harthy et a recruté l'expérimenté le pilote suisse Louis Delétraz. L'écurie a très bien débuté le championnat en remportant la 1re manche des 4 Heures de Sepang et en finissant second lors de la 2e. Pour les 4 Heures de Dubaï, elle fini de nouveau sur la 1re marche du podium.

## Résultats en compétition automobile

### Résultats enAsian Le Mans Series
| Année     | Classe | no | Châssis  | Moteur                     | 1     | 2     | 3     | 4     | 5   | Position | Points |
| --------- | ------ | -- | -------- | -------------------------- | ----- | ----- | ----- | ----- | --- | -------- | ------ |
| 2023      | LMP2   | 13 | Oreca 07 | Gibson GK428 4,2 l V8 Atmo | DUB 3 | DUB 6 | ABU 7 | ABU 2 |     | 4e       | 49     |
| 2023-2024 | LMP2   | 13 | Oreca 07 | Gibson GK428 4,2 l V8 Atmo | SEP 1 | SEP 2 | DUB   | ABU   | ABU | 1re*     | 43*    |

* Saison en cours.

## Pilotes
- Ahmad Al Harthy (2023-2024)
- Louis Delétraz (2023-2024)
- Gonçalo Gomes (de) (2023)
- Neel Jani (2023)
- Nikita Mazepin (2023-2024)